# Ciosmy (przystanek kolejowy)
Ciosmy – przystanek kolejowy w Ciosmach, w województwie lubelskim, w Polsce.